# Nouldayna (Mayo-Danay)
Pour les articles homonymes, voir Nouldayna.
Nouldayna (ou Nouldaina) est une localité du Cameroun située dans l'arrondissement de Gobo, le département du Mayo-Danay et la Région de l'Extrême-Nord, à proximité de la frontière avec le Tchad. C'est le Chef lieu du Canton de Bougoudoum.

## Population
En 1967 la localité comptait 1 509 habitants, principalement des Massa
Lors du recensement de 2005, ce chiffre s'élevait à 2 481.

## Infrastructures
Nouldayna dispose d'un marché hebdomadaire le jeudi, d'une école publique et d'une mission protestante.